# Bror Karlsson
Bror Karlsson (2 giugno 1921 – 25 febbraio 2011) è stato un calciatore svedese, di ruolo attaccante.

## Carriera

### Club
Nella stagione 1945-1946 ha realizzato 14 reti nella prima divisione svedese, piazzandosi in quarta posizione nella classifica marcatori del campionato.